# 滑皮柯
滑皮柯（学名：Lithocarpus skanianus）为壳斗科柯属的植物，是中国的特有植物。分布于中国大陆的湖南、福建、云南、广东、江西、海南、广西等地，生长于海拔500米至1,000米的地区，见于山地常绿阔叶林中，目前尚未由人工引种栽培。